# 오스트레일리아계 뉴질랜드인
오스트레일리아계 뉴질랜드인은 오스트레일리아에 기원을 둔 뉴질랜드인과 뉴질랜드에 거주하는 오스트레일리아 이민자 및 해외 거주자를 지칭한다.

## 역사 및 관계
뉴질랜드와 오스트레일리아는 모두 영국의 식민지였으며 영연방에 속해 있다. 뉴질랜드는 원래 뉴사우스웨일스 식민지의 확장으로 헌법상 인정되었으나 1841년에 별도의 식민지가 되었다. 뉴질랜드는 1901년 오스트레일리아 연방에 가입하는 것을 거부했지만, 양국의 정치적 동맹은 강하게 유지되었다. 1990년대에 들어서야 뉴질랜드와 오스트레일리아는 다시 공식적인 정부 관계를 맺게 되었고, 1992년부터 오스트레일리아 정부 협의회에 참여하고 1998년부터 트랜스-태즈먼 상호 인정 협정에 가입했으며 2020년에는 국가 연방 개혁 협의회를 설립했다. 오늘날 오스트레일리아와 뉴질랜드는 서로에게 가장 강력한 양자 관계 중 하나이다.
뉴질랜드와 오스트레일리아는 1915년 갈리폴리에서 시작된 공동 방어 배치 역사를 가지고 있다. 이는 오늘날까지 양국에서 기념되는 ANZAC 동맹의 기반이 되었다. 최근의 공동 군사 작전으로는 아프가니스탄, 이라크, 솔로몬 제도, 동티모르 등이 있다. 양국은 매년 4월 25일 앤잭 데이를 함께 기념하여 목숨을 잃은 앤잭 병사들을 추모한다.
앤잭 비스킷은 오스트레일리아와 뉴질랜드 양국에서 국민 비스킷으로 여겨진다. 래밍턴과 파블로바 또한 양국에서 널리 공유되는 전통 디저트로, 이 디저트의 기원에 대한 오랜 논쟁이 있다. 양국 문화의 공통점은 여기서 멈추지 않는다. 뉴질랜드인들은 멜버른 컵 관람객이든 국내 럭비 대회 참가자든 오스트레일리아 스포츠에 오랫동안 참여해 왔다. 그러나 뉴질랜드는 오스트레일리아의 별미인 베지마이트를 완전히 채택하지 않았고, 마마이트는 뉴질랜드에서 매우 인기 있는 대안이다.

## 인구 통계
오스트레일리아와 뉴질랜드 시민 간의 이주는 1800년대부터 꾸준히 이어져 왔다. 초기 뉴질랜드 정착민 중 다수가 오스트레일리아에서 왔다. 1860년대에는 금광을 찾아 뉴질랜드로 이주하는 오스트레일리아인이 크게 유입되었다.
최근 역사에서는 더 많은 뉴질랜드인이 오스트레일리아로 이주하는 추세가 있었으나, 이 추세는 수년간 감소했다. 2010년대 초반에는 연평균 27,000명의 뉴질랜드인이 오스트레일리아로 이주했다. 2010년대 후반에는 이 연평균이 3,000명의 뉴질랜드인이 오스트레일리아로 이주하는 수준으로 감소했다. 이주 흐름이 뉴질랜드의 유입으로 기운 경우는 몇 차례에 불과했다. 2014년 12월, 2015년 9월, 2016년 12월, 2017년 12월 등이다. 2019년 12월부터 2020년 9월까지 뉴질랜드는 오스트레일리아로 이주하는 뉴질랜드인보다 뉴질랜드로 이주하는 오스트레일리아인의 유입이 지속적으로 더 많았다. 이 기간 동안 뉴질랜드가 일부 오스트레일리아 도시보다 훨씬 적은 확진자와 봉쇄를 겪었기 때문에 COVID-19 팬데믹이 이러한 현상에 영향을 미쳤을 수 있다.
2021년 3월, 오스트레일리아로 이주하는 뉴질랜드인은 뉴질랜드 전체 이주 출국자의 70%를 차지했다.

### 오스트레일리아 민족 집단
2018년 뉴질랜드 인구 조사에서 오스트레일리아 민족 집단의 일부로 자신을 식별한 사람은 29,349명으로, 뉴질랜드 전체 인구의 0.62%를 차지했다. 이는 2013년 인구 조사 이후 6,879명(30.6%) 증가한 것이며, 2006년 인구 조사 이후 3,079명(11.7%) 증가한 것이다. 2013년과 2018년 인구 조사 사이의 증가분 중 일부는 뉴질랜드 통계청이 응답 미달 수를 줄이기 위해 다른 출처(이전 인구 조사, 행정 데이터, 귀속)의 민족성 데이터를 2018년 인구 조사 데이터에 추가했기 때문이다.
남성은 13,530명, 여성은 15,816명으로, 성비는 여성 1명당 남성 0.855명이었다. 중위 연령은 38.8세였으며, 뉴질랜드 전체 인구의 중위 연령인 37.4세와 비교된다. 5,589명(19.0%)은 15세 미만, 5,121명(17.4%)은 15세에서 29세, 14,544명(49.6%)은 30세에서 64세, 4,092명(13.9%)은 65세 이상이었다.
인구 분포 측면에서 71.8%는 북섬에, 28.2%는 남섬에 거주한다. 퀸스타운 레이크스 구는 오스트레일리아 민족이 가장 높은 2.2%의 집중도를 보였으며, 와이헤케섬 (1.9%) 및 그레이트배리어섬 (1.4%)이 그 뒤를 이었다. 오클랜드의 맹게레-오타후후 지역 위원회 지역은 오스트레일리아 민족이 0.15%로 가장 낮은 집중도를 보였으며, 오타라-파파토에토에 지역 위원회 지역 (0.27%) 및 마누레와 지역 위원회 지역 (0.27%)이 그 뒤를 이었다. 와이로아 구는 오클랜드 외 지역에서 오스트레일리아 민족이 0.36%로 가장 낮은 집중도를 보였다.

### 오스트레일리아 출생
2018년 뉴질랜드 인구 조사에서 뉴질랜드에 거주하는 오스트레일리아 출생자는 75,810명이었다. 이는 2013년 인구 조사 이후 13,098명(20.9%) 증가한 것이며, 2006년 인구 조사 이후 13,068명(20.8%) 증가한 것이다.
남성은 35,859명, 여성은 39,948명으로, 성비는 여성 1명당 남성 0.898명이었다. 인구 중 17,475명(23.1%)은 15세 미만, 16,869명(22.3%)은 15세에서 29세, 31,686명(41.8%)은 30세에서 64세, 9,780명(12.9%)은 65세 이상이었다.

## 문화적 차이
오스트레일리아와 뉴질랜드는 모두 역사적, 문화적, 지리적 연관성을 공유하며, 영연방 왕국이기도 하다. 양국 간의 이주 흐름은 식민지 시대부터 역사 전반에 걸쳐 일정하고 균등했다.
뉴질랜드의 원주민은 마오리족이다. 마오리족은 뉴질랜드 인구의 15%를 차지하며, 마오리어도 사용한다. 뉴질랜드는 마오리 문화를 사회적, 정치적으로 훨씬 더 많이 포함하고 있다. '안녕'과 '잘 가'를 의미하며 '건배'와 같은 맥락에서 사용될 수 있는 키아 오라를 포함하여 마오리 단어와 구절이 자주 사용된다. 이 구절은 오스트레일리아 속어인 'G’day'만큼 흔히 사용되므로 뉴질랜드에 사는 사람이라면 누구나 이해해야 한다. 전통 지명 또한 뉴질랜드 전역의 도로 표지판에 기재되어 있다. 이는 오스트레일리아 일부 지역에서도 마찬가지이지만 뉴질랜드에서는 더 일관된 기대치이다. 뉴질랜드 정부는 또한 마오리족이 차지하는 의회 내 전용 의석을 여러 개 가지고 있어 정치 시스템과 의사 결정 과정에서 마오리족의 대표성을 보장한다. 일반적으로 뉴질랜드에서는 오스트레일리아보다 원주민 인구에 대한 더 많은 관심과 존경이 있다.
뉴질랜드는 평균적으로 생활비가 더 저렴하다. 오스트레일리아에서 가장 비싼 도시인 시드니는 2020년 머서의 생활비 조사에서 세계에서 66번째로 비싼 도시에 랭크되었다. 뉴질랜드에서 가장 비싼 도시인 오클랜드는 같은 조사에서 103위에 랭크되었다.
뉴질랜드는 오스트레일리아보다 지진을 훨씬 더 자주 그리고 심각하게 겪는다. 뉴질랜드는 지각판 단층선에 위치해 있어 오스트레일리아보다 더 많은 지진이 발생한다. 뉴질랜드에서는 매일 지진이 발생하며, 매년 뉴질랜드와 인접 해상에서 약 14,500건의 지진이 발생한다. 그러나 이 모든 지진을 사람이 느낄 수 있는 것은 아니다. 매년 150~200건의 지진은 뉴질랜드 사람들이 느낄 수 있을 만큼 강력하다. 지진은 쓰나미와 산사태를 포함한 더 많은 자연재해를 유발하는 파급 효과를 가질 수 있다. 뉴질랜드에서는 지진이 매우 흔하기 때문에 뉴질랜드 사람들은 지진 발생 시 해야 할 일을 배운다. 뉴질랜드 정부의 표준 조언은 '엎드리고, 가리고, 잡기(Drop, Cover, Hold)'이다. 이는 땅에 엎드리고 너무 멀리 움직이려 하지 않는 것을 의미한다. '가리기'는 신체를 보호하는 것을 의미하며, 장기를 보호하기 위해 무릎을 웅크리고 팔로 머리를 가리는 것이다. 가까운 곳에 있다면 튼튼한 가구(테이블 등) 밑으로 기어들어가 지진이 지속되는 동안 이 자세를 유지하는 것이 권장된다. '잡기'는 보호 자세를 유지하고 가구를 잡는 것을 의미한다. 또한 지진이 지속되는 동안 가만히 있는 것을 의미한다. 많은 지진에는 여러 여진이 발생하므로 이를 인지하고, 여진이 가라앉은 후에만 다시 일어서는 것이 중요하다. 지진은 재산 피해와 부상을 초래할 수 있으며, 일부 경우에는 치명적일 수 있다. 2011년 크라이스트처치 지진은 규모 6.2의 지진으로, 역사적인 건물을 포함한 많은 재산 피해를 입혔고 185명의 사망자를 발생시켰다. 이 지진은 최근 역사상 가장 파괴적인 지진 중 하나로 애도된다. 크라이스트처치는 이후 공식 및 비공식 추모 기념물을 세웠다.

## 법적 측면
오스트레일리아인들은 뉴질랜드를 방문하기 위해 비자가 필요하지 않지만, 오랫동안 뉴질랜드에 머물기로 결정한 오스트레일리아인들이 비자를 얻는 것은 매우 쉽다. 오스트레일리아 시민과 오스트레일리아 영주권자는 뉴질랜드에서 거주, 근무, 학업을 위한 영주권 비자를 신청할 수 있다. 이 비자는 뉴질랜드 영토에 일단 도착한 후 신청해야 한다. 비자는 도착과 동시에 보장된다. 범죄 기록, 다른 국가로부터의 입국 금지 여부, 또는 뉴질랜드가 보안에 위험이 된다고 믿을 만한 이유가 있는지 등을 평가하는 품성 심사도 진행된다. 품성 심사를 통과하지 못하면 영주권 비자 거부 및 뉴질랜드 입국 금지 조치가 내려질 수 있다. 오스트레일리아 시민 또는 오스트레일리아 영주권자를 위한 영주권 비자 신청 또는 취득에 드는 비용은 없다. 영주권자가 된 지 5년 후 오스트레일리아인은 단독 시민권 또는 오스트레일리아와의 이중 시민권을 신청할 수 있다. 뉴질랜드 시민권을 얻기 위해서는 다시 품성 심사를 통과하고, 영어 요구 사항을 충족하며, 5년 동안 뉴질랜드에 거주했음을 증명해야 한다.
노인 연금 수급 자격이 있는 오스트레일리아인들은 뉴질랜드에서 일하고 생활할 때도 계속해서 연금을 청구할 수 있다. 뉴질랜드와 오스트레일리아는 양국에서의 근로 기간을 합산하여 이를 허용하는 사회 보장 협정을 맺고 있다.
뉴질랜드에 거주하는 오스트레일리아 시민은 뉴질랜드의 슈퍼 제도인 키위세이버(KiwiSaver)에 가입할 자격이 있다. 키위세이버는 임금에서 일정 부분을 기여해야 하며, 고용주가 이에 상응하는 금액을 부담하고 정부도 매년 기여한다. 뉴질랜드에서 직업을 시작하면 고용주가 자동으로 이 제도에 등록한다. 오스트레일리아 슈퍼 제도에서 얻은 모든 돈은 키위세이버로 이전할 수 있다. 오스트레일리아인으로서 뉴질랜드 노동력에서 얻는 모든 소득은 뉴질랜드의 소득세 대상이 된다. 뉴질랜드에서 일하는 오스트레일리아인들은 세금 파일 번호 역할을 할 IRD(Inland Revenue Department) 번호를 신청해야 한다.
오스트레일리아 시민 또는 영주권자는 한 가지 조건으로 뉴질랜드의 공공 의료 시스템에 접근할 수 있다. 최소 2년 동안 뉴질랜드에 머무를 의도를 증명해야 한다. 오스트레일리아 거주자가 2년 동안 머무를 의도가 없는 경우, 응급, 출산 및 의약품 서비스에만 접근할 수 있다. 일반의 방문을 포함한 다른 모든 서비스는 전액 선불로 지불해야 한다. 이를 흔히 캐주얼 요금이라고 부른다.
뉴질랜드에서 교육 기관에 다니는 오스트레일리아 시민은 내국인 학생으로 분류되어 현지 학비만 지불한다. 대다수의 초등 및 중등 학교는 뉴질랜드에서 무료이다. 오스트레일리아인을 위한 고등 교육 학비는 뉴질랜드인과 동일하지만, 오스트레일리아인은 최소 3년 동안 뉴질랜드에 거주한 경우에만 학생 대출 및 학생 수당을 신청할 수 있다.
뉴질랜드에서 부동산을 구매하거나 임대하는 것은 해당 부동산에 거주할 계획이 있는 오스트레일리아인에게는 뉴질랜드인과 동일하다. 만약 오스트레일리아인이 뉴질랜드에서 부동산을 구매하고 그곳에 거주할 계획이 없다면, 뉴질랜드의 해외 투자 규정에 따라 승인을 신청해야 한다. 뉴질랜드 영주권자이거나 평생 동안 뉴질랜드에 1년 연속 거주한 18세 이상의 모든 사람은 뉴질랜드 정부 선거에 투표해야 한다.
뉴질랜드에 거주하는 오스트레일리아인은 모든 WINZ 수당을 받을 자격이 있다. 2년 후에는 고등 학생 수당을 받을 수 있으며, 5년 후에는 시민권을 신청할 수 있다.

## 저명한 오스트레일리아계 뉴질랜드인
- 키샤 캐슬휴스, 배우 – 웨스턴오스트레일리아주 도니브룩 출생
- 앤드루 듀란테, 축구 선수 – 시드니 출생
- 조 가우치, 축구 선수 – 애들레이드 출생
- 러셀 노먼, 정치인, 전 뉴질랜드 녹색당 공동 대표 – 브리즈번 출생
- 맷 롭슨, 정치인 – 브리즈번 출생
- 마이클 조지프 새비지, 뉴질랜드 제23대 총리 (1935–40) – 빅토리아주 타통 출생
  - 제1차 노동당 정부의 다른 여러 구성원 (및 당 대표 해리 홀랜드)은 오스트레일리아 출신이다: 마크 페이건, 메이블 하워드, 빌 패리, 밥 셈플 및 패디 웹.
- 제리 스키너, 뉴질랜드 제3대 부총리 (1957–60) - 멜버른 출생
- 토니 스톰, 프로 레슬러 - 오클랜드 출생
- 지아니 스테인스, 축구 선수 - 브리즈번 출생
- 조지프 워드, 뉴질랜드 제17대 총리 (1906–12, 1928–30) – 멜버른 출생
- 휴 와트, 뉴질랜드 제5대 부총리 (1972–74) - 퍼스 출생
- 소니 빌 윌리엄스, 프로 럭비 유니언 선수 겸 복서 – 어머니가 오스트레일리아계 혼혈

## 같이 보기
- 유럽계 뉴질랜드인
- 뉴질랜드-오스트레일리아 관계
- 오세아니아의 유럽인
- 뉴질랜드 이민
- 뉴질랜드계 오스트레일리아인